# Günter Senkel

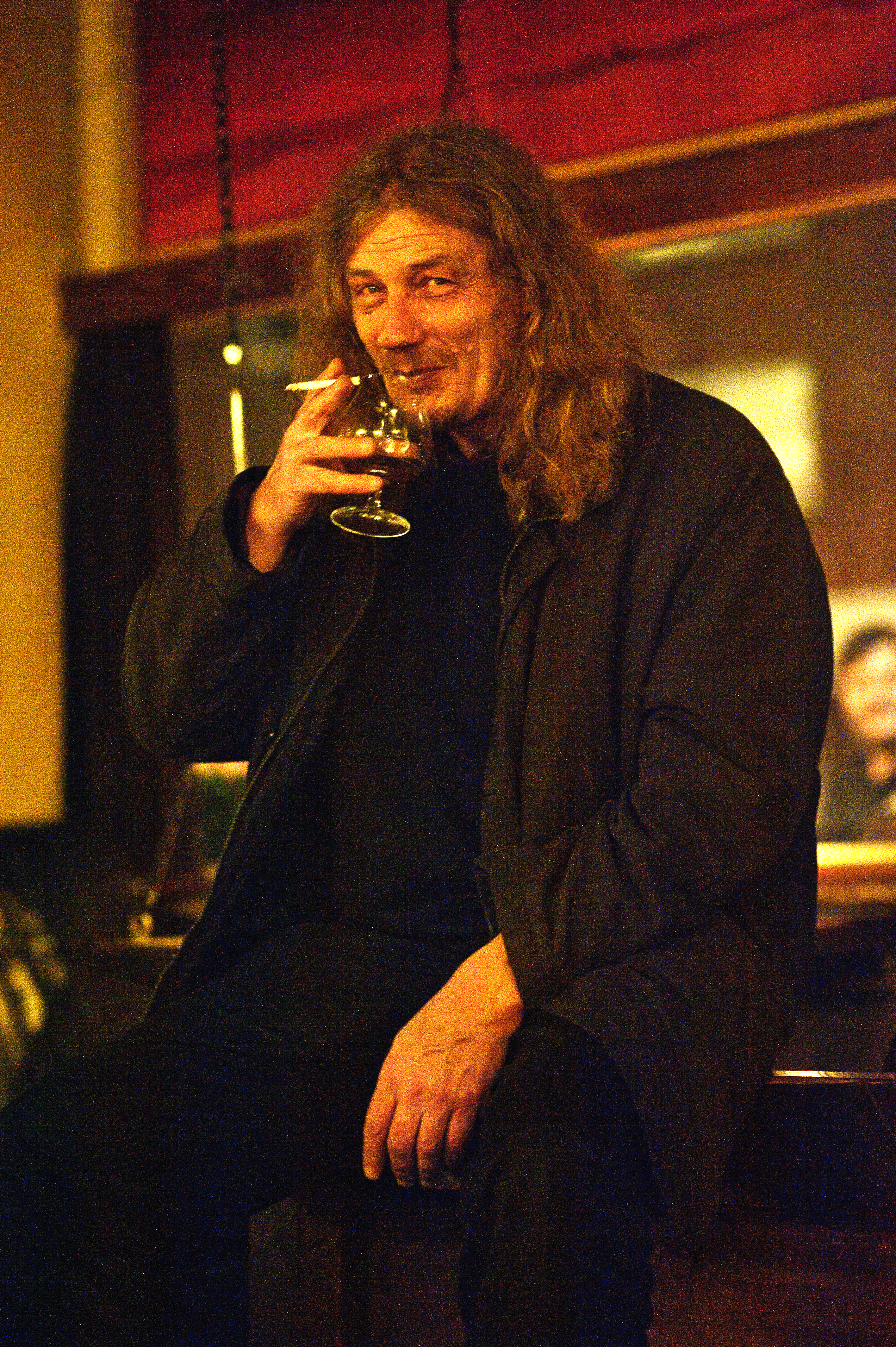
Günter Senkel (2013)

Günter Senkel (* 1958 in Neumünster) ist ein Autor. Gemeinsam mit Feridun Zaimoglu hat er Drehbücher, Theaterstücke und Dramenbearbeitungen verfasst.

## Leben
Ende der 1970er Jahre war Senkel laut Rowohlt Theater Verlag „abwechselnd als Wehrkraftzersetzer bei der Bundeswehr und auf dem Bauplatz in Brokdorf“ tätig gewesen, hiernach arbeitete er unter anderem als Plakatierer, Speditionskraftfahrer und Sortierer von Getränkeflaschen. Auch begann er ein Studium der Physik, das er jedoch aufgab, um einen Bücherstand an der Kieler Universität zu betreiben. Um 1997 begann er seine Tätigkeit als freier Autor.

## Werk

### Brandmal
Bereits ein Jahr später wird Brandmal, ein zusammen mit Feridun Zaimoglu verfasstes Drehbuch Senkels, mit dem Drehbuchpreis der Medienstiftung Schleswig-Holstein, einem Vorläufer des Schleswig-Holstein Filmpreises und des Norddeutschen Filmpreises, ausgezeichnet. Dieses war von Ereignissen um den Lübecker Brandanschlag inspiriert. Die fiktionale Geschichte beginnt mit einem bewaffneten Raub, für den der Türke Irfan zu fünf Jahren Gefängnis verurteilt wird, nachdem der Mittäter Husni, ein Ägypter, ihn belastet und dafür von der Staatsanwaltschaft Straferleichterung erhalten hat. Voller Rachegedanken bemüht sich Irfan fortan um gute Führung und erreicht schließlich die vorzeitige Entlassung. Wenig später geht das Mehrfamilienhaus, in dem Husni lebt, in Flammen auf. Husni, dem der Anschlag möglicherweise gegolten hat, überlebt als einziger. Als Husni kurz darauf der Staatsanwalt überraschenderweise die Brandstiftung gesteht, scheint der Fall gelöst. Allein eine Reporterin, die am Anfang ihrer Laufbahn steht, traut dem Geständnis nicht und beginnt eigene Recherchen. Als Husni bald darauf bei einem Schusswechsel mit der Polizei getötet wird, deckt sich ihr auf, dass der Ägypter gar nicht in Notwehr beschossen worden sein kann, sondern regelrecht hingerichtet wurde. Während der Bundesgrenzschutz sich längst um Vertuschung bemüht, gerät die junge Reporterin, die Geheimnis um Geheimnis nachspürt, mehr und mehr auch selbst in lebensgefährliche Situationen. 
Das Drehbuch wurde zwar nicht verfilmt, aber 2000 von u. a. Mavie Hörbiger, Götz Otto, Thorsten Nindel innerhalb der Veranstaltungsreihe Readings öffentlich aufgeführt. Eine weitere Lesung fand im selben Jahr am deutschen Schauspielhaus Hamburg statt. Hier lasen u. a. Julia Jäger, Andreas Brucker und Michael Schönborn. 

### Dramenbearbeitungen und Bühnentexte
Nach dieser frühen Würdigung folgte nach weiteren Drehbüchern sowie Dramenbearbeitungen das erste aufgeführte Bühnenstück nach einem eigenen Stoff, Casino Leger, eine Auftragsarbeit für das Schauspiel Frankfurt. Drastische Textfassungen von Theaterklassikern entstanden insbesondere für Aufführungen Luk Percevals: für die Münchner Kammerspiele entstand William Shakespeares Othello sowie Molière. Eine Passion, das 2007 bei den Salzburger Festspielen uraufgeführt wurde. Beide Adaptionen sorgten für einiges Aufsehen. Für das Theater Kiel schrieben Senkel/Zaimoglu Romeo und Julia neu. Auch entstand mit Nathan Messias (2006) ein von Lessings Nathan der Weise inspiriertes Stück.
Bis heute war von den Stücken nach eigenen Stoffen Schwarze Jungfrauen besonders erfolgreich, mit dem Senkel und Zaimoglu 2007 u. a. zu den Mülheimer Theatertagen eingeladen wurden, das am Wiener Burgtheater gespielt wurde und 2008 als Hörspiel bearbeitet wurde. Neuübersetzungen und Theaterstücke von Senkel/Zaimoglu erschienen auch im Druck.

## Aufgeführte Theatertexte (zusammen mit Feridun Zaimoglu)
- Othello, nach Shakespeare, UA Kammerspiele München, 2003
- Casino Leger, UA Schauspiel Frankfurt 2003
- Ja. Tu es. Jetzt., UA Junges Theater Bremen, 2003
- Halb so wild, UA Theater Kiel, 2004
- Lulu Live, nach Wedekind, UA Kammerspiele München, 2006
- Schwarze Jungfrauen, Theater Hebbel am Ufer, 2006
- Romeo und Julia, nach Shakespeare, UA Theater Kiel, 2006
- Molière, UA Salzburger Festspiele, Schaubühne am Lehniner Platz, 2007
- Max und Moritz, nach Wilhelm Busch, UA Nationaltheater Mannheim, 2007
- Schattenstimmen, UA Schauspiel Köln, 2008
- Nathan Messias, UA Ballhaus Naunynstraße, Berlin, 2009
- Hamlet, nach Shakespeare, UA Thalia Theater Hamburg, 2010
- Discount Diaspora (Libretto), UA Neuköllner Oper, Berlin, 2011
- Julius Caesar, nach Shakespeare, UA Theater Kiel, 2011
- Alpsegen, UA Kammerspiele München, 2011
- Bildergeschichten, Teil I "Liebe, diesseits, jenseits", UA Theater Kiel in Kooperation mit der Kunsthalle zu Kiel, 2011
- Bildergeschichten, Teil II "Raben", UA Theater Kiel in Kooperation mit der Kunsthalle zu Kiel, 2012
- Aufstand (Libretto), UA Wuppertaler Bühnen, 2012
- Moses, UA Passionstheater Oberammergau, 2013
- Siegfrieds Heldentaten, UA Volkstheater München, 2015
- Die 10 Gebote (Leningrad), UA Theater Kiel, 2016
- Antigone, nach Sophokles, UA Schauspielhaus Zürich, 2016
- Luther, UA Theater Kiel, 2017
- Siegfrieds Erben, UA Nibelungenfestspiele Worms, 20. Juli 2018
- Die Entführung aus dem Serail (Monolog für Bassa Selim), nach Mozart / Stephanie, UA Musik & Theater Saar / Oper im Zeltpalast, Merzig
- Babylon, UA Sommerspiele Melk, 19. Juni 2019
- Siegfried, UA Bayreuther Festspiele, 13. August 2019
- Der Diplomat, UA Nibelungenfestspiele Worms, 12. Juli 2024[1]